# Siergiej Wołkow (kosmonauta)

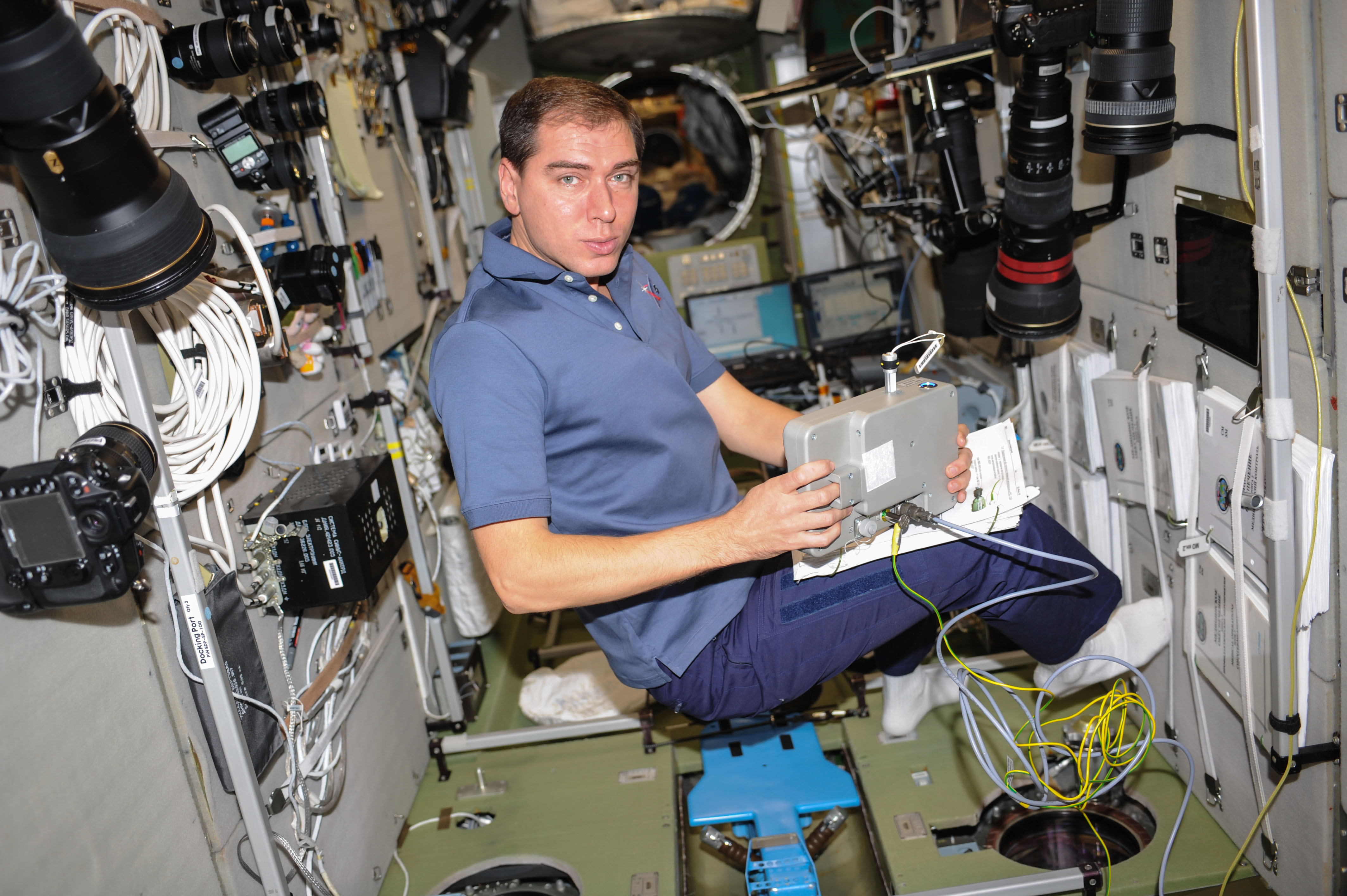
Siergiej Wołkow podczas pracy w module Zwiezda (Ekspedycja 45, wrzesień 2015)

Siergiej Aleksandrowicz Wołkow, ros. Сергей Александрович Волков (ur. 1 kwietnia 1973 w Czuhujewie w Ukraińskiej SRR, d. ZSRR) – rosyjski kosmonauta, pułkownik Sił Powietrznych Federacji Rosyjskiej, Bohater Federacji Rosyjskiej.

## Życiorys
Syn trzykrotnego uczestnika lotów kosmicznych, Aleksandra Wołkowa. W 1995 ukończył szkołę pilotów wojskowych w Tambowie. 28 lipca 1997 został zakwalifikowany do grupy kandydatów na kosmonautę. Podstawowe szkolenie kosmonauty ukończył w listopadzie 1999.
8 kwietnia 2008 wystartował w kosmos jako dowódca statku kosmicznego Sojuz TMA-12. Wszedł w skład Ekspedycji 17 na Międzynarodową Stację Kosmiczną (ISS) i został jej dowódcą.
7 czerwca 2011 wystartował do drugiego lotu w kosmos jako dowódca statku Sojuz TMA-02M w kierunku Międzynarodowej Stacji Kosmicznej, gdzie pracował w składzie Ekspedycji 28 i 29 jako inżynier pokładowy. Na Ziemię powrócił 22 listopada 2011 Sojuzem TMA-02M.
Trzeci lot kosmiczny odbył w dniach 2 września 2015 – 2 marca 2016. Dowodził statkiem Sojuz TMA-18M. Był w składzie Ekspedycji 45 i 46 na ISS, pełnił funkcję inżyniera pokładowego.
W 2012 opuścił armię i przeszedł do rezerwy.
28 lutego 2017 opuścił korpus kosmonautów.
Żonaty, ma dwóch synów.

## Nagrody i odznaczenia
- W 2009 roku otrzymał tytuł Bohatera Federacji Rosyjskiej[2] z medalem Złotej Gwiazdy i honorową odznaką Lotnika Kosmonauty Federacji Rosyjskiej(inne języki)[1].
- Dekretem Prezydenta Federacji Rosyjskiej Dmitrija Miedwiediewa, № 436 z 12 kwietnia 2011, został odznaczony Medalem „Za zasługi w podboju kosmosu”[3].
- medal NASA Medal za Lot Kosmiczny (NASA Space Flight Medal)[1]
- medal NASA Distinguished Public Service Medal[1]
- Universal Astronaut Insignia za lot orbitalny (nr 472) – Stowarzyszenie Uczestników Lotów Kosmicznych (Association of Space Explorers(inne języki))[4]

## Wykaz lotów
| Loty kosmiczne, w których uczestniczył Siergiej A. Wołkow                  | Loty kosmiczne, w których uczestniczył Siergiej A. Wołkow | Loty kosmiczne, w których uczestniczył Siergiej A. Wołkow | Loty kosmiczne, w których uczestniczył Siergiej A. Wołkow | Loty kosmiczne, w których uczestniczył Siergiej A. Wołkow | Loty kosmiczne, w których uczestniczył Siergiej A. Wołkow | Loty kosmiczne, w których uczestniczył Siergiej A. Wołkow |
| №                                                                          | Data startu                                               | Statek kosmiczny                                          | Data lądowania                                            | Statek kosmiczny                                          | Funkcja                                                   | Czas trwania                                              |
| -------------------------------------------------------------------------- | --------------------------------------------------------- | --------------------------------------------------------- | --------------------------------------------------------- | --------------------------------------------------------- | --------------------------------------------------------- | --------------------------------------------------------- |
| 1                                                                          | 8 kwietnia 2008                                           | Sojuz TMA-12                                              | 24 października 2008                                      | Sojuz TMA-12                                              | dowódca Sojuza TMA-12, dowódca ISS                        | 198 dni 16 godzin 20 minut i 11 sekund                    |
| 2                                                                          | 7 czerwca 2011                                            | Sojuz TMA-02M                                             | 22 listopada 2011                                         | Sojuz TMA-02M                                             | dowódca Sojuza TMA-02M, inżynier pokładowy na ISS         | 167 dni 6 godzin 12 minut i 5 sekund                      |
| 3                                                                          | 2 września 2015                                           | Sojuz TMA-18M                                             | 2 marca 2016                                              | Sojuz TMA-18M                                             | dowódca Sojuza TMA-18M, inżynier pokładowy na ISS         | 181 dni 23 godzin 48 minut i 7 sekund                     |
| Łączny czas spędzony w kosmosie – 547 dni 22 godziny 20 minut i 23 sekundy |                                                           |                                                           |                                                           |                                                           |                                                           |                                                           |